# Умеренные республиканцы
Умеренные республиканцы (фр. Républicains modérés) или умеренные (фр. modérés), также называемые республиканцами-оппортунистами (фр. républicains opportunistes) или проправительственными республиканцами (фр. républicains de gouvernement) — республиканское политическое течение во Франции в первой половине Третьей республики, первоначально считавшееся левым, предшественники современных французских республиканцев и правых либералов. Среди лидеров были такие известные политики как Адольф Тьер, Жюль Ферри, Жюль Греви, Анри Валлон и Рене Вальдек-Руссо. Термин «умеренные республиканцы» в основном использовался во времена Третьей и Четвёртой республик (от Жюля Ферри до Поля Рейно).
Первоначально умеренные республиканцы считались левыми, но постепенно превратились в правоцентристскую политическую партию. Во французском парламенте сначала присутствовали под названием «Левые республиканцы» (Gauche républicaine), а после слияния с радикальными республиканцами как Демократический союз (Union démocratique). В 1888 и 1889 годах они разделились на Национальную республиканскую ассоциацию (Association nationale républicaine) и Либерально-республиканский союз (Union libérale républicaine).

## Происхождение названия
Термин «умеренные» как обозначение политического течения и идеологии возник в самом начале Третьей республики и происходит от выражения «умеренные республиканцы», в отличие от другого республиканского течения: «радикальных республиканцев», более категоричных в борьбе с клерикализмом и Германией. Умеренные представляли либерально настроенную среднюю буржуазию, а радикалы — мелкую буржуазию, соперничая с зарождающимся рабочим и социалистическим движением.
При создании Третьей республики парламент был разделён между радикальными республиканцами (сидели крайне слева), умеренными республиканцами (сидели слева), монархистами, союзниками Республики (либералы, левоцентристы), а также правыми монархистами, противниками Республики (орлеанисты, легитимисты и бонапартисты).
В 1880-х—1910-х годах, с увеличением числа депутатов-радикалов, а затем радикал-социалистов и с 1885 года социалистов, умеренные республиканцы постепенно смещались вправо. Тем более, что одновременно с этим с политической сцены фактически сошли монархисты, освобождая правый фланг. Однако умеренные республиканцы по-прежнему продолжали называть себя левыми: левые республиканцы, республиканские левые, левые демократы и так далее. Даже во второй половине XX века умеренные по-прежнему подчёркивали своё левое прошлое, объединившись в коалицию под названием Объединение левых республиканцев (RGR), хотя к тому времени они явно занимали правоцентристские позиции.
Умеренных республиканцев недоброжелатели уничижительно называли «оппортунистами» за их способность добиваться общественного консенсуса, несмотря на любую идеологию.

## История

### Зарождение
После проигранной франко-прусской войны (1870–1871) и последующего падения Французской империи родилась Третья Французская республика. С самого зарождения её политическая сцена была разделена на две группы: правых или монархистов (орлеанисты и легитимисты, выступавшие за мир с только что созданной Германской империей, а также бонапартисты), и левых или республиканцев (радикалов и умеренных). Оба течения республиканцев объединяли республиканизм, антиклерикализм и социал-реформизм, а разделяло то что радикалы были в основном националистами и антигерманистами, выступая против Версальского договора с Пруссией, в то время как умеренные были более прагматичны в международной политике. После выборов 1871 года республиканцы в Палате депутатов разделились на две группы, умеренных «левых республиканцев» во главе с Жюлем Фавром и Жюлем Ферри, отца светской школы и пропагандиста колонизации, и радикальный Республиканский союз Леона Гамбетты, прагматика, который был немного более либерален и социален и утверждал, что представляет «среднего француза». Обе парламентские группы не имели большого влияния в первые годы республики, в Палате депутатов доминировала монархическая коалиция «Морального порядка» Патриса Мак-Магона. После провала возвращения к монархии и принятия конституции в республиканском духе, ситуация резко изменилась. На выборах 1876 года умеренные и радикальные республиканцы одержали победу, завоевав 191 и 100 мест в палате соответственно из 533. С этого времени республиканцы сохраняли большинство во французском парламенте. С 1876 года некоторые из наиболее радикальных сил порвали с республиканским правительством, сформировав парламентскую группу Крайне левых под руководством Луи Блана.

### Республиканская концентрация
Республиканцы считали, что режим можно укрепить только последовательными этапами. Для «умеренных» баланс нового режима основан на негласном союзе между крестьянством и городской мелкой буржуазией, которые представляли собой большинство общества, и который не следует нарушать. Это движение доминировало в политической жизни Франции с 1876 по 1890-е годы.
В январе 1879 года республиканец Жюль Греви был избран президентом республики, сменив монархиста Мак-Магона. С этого времени, с постепенным ослаблением монархистов и усилением социалистов, умеренные стали сдвигаться к парламентскому центру между старыми правыми (бонапартистами и воссоединившимися монархистами) и новыми левыми (социалистами, марксистами и бланкистами). Чтобы предотвратить создание социалистического государства, радикалы и умеренные республиканцы решили сотрудничать и сформировать общие правительства, несмотря на личный антагонизм между Греви и Гамбеттой, умершим в 1882 году.
В конце 1870-х и 1880-х годах республиканское большинство начало реформу образования с помощью Закона Бера, создав нормальные школы; и Законов Ферри, которые секуляризовали государственное образование. Однако Греви также подписал так называемые «Злодейские законы», которые ограничивали свободу печати, и Франция начала колониальную экспансию в Африке, создав протектораты на Мадагаскаре и в Тунисе. Несмотря на эту полуавторитарную политику, республиканцы продолжали провозглашать себя левыми, поскольку республиканизм во Франции исторически ассоциировался с левыми. Позже этот парадокс был определен как sinistrisme («левизна»).
Умеренные республиканцы, поддерживая правительство, порвали с радикалами, выступавшими за глубокие и немедленные изменения в обществе, после провала правительства Леона Гамбетты, вызвавшего напряжённые дебаты в парламенте, в частности с Жоржем Клемансо. В 1882 году левые республиканцы преобразовалась в парламентскую группу с более строгой организацией под названием Демократический союз.
Чтобы противостоять на выборах 1885 года Союзу правых, все «умеренные» во втором туре объединились в рамках Союза левых, в который также вошла группа Левый центр, подтвердив республиканскую консолидацию. В результате союз «республиканской обороны» победил и республиканцы получили прочное большинство в Палате. Однако премьер-министр Ферри был вынужден уйти в отставку уже в 1885 году после политического скандала, известного как «Тонкинское дело», а президент Греви ушёл в отставку в 1887 году после коррупционного скандала с участием его зятя. Умеренные республиканцы, столкнувшись с серьёзными проблемами, выжили только благодаря поддержке радикальных республиканцев Рене Гобле и опасениям по поводу возникновения нового политического явления, называемого реваншизмом, стремлением отомстить Германской империи за поражение 1871 года. Всё же, несмотря на все трудности, основные положения программы умеренных республиканцев были реализованы, а их политика, которую противники уничижительно охарактеризовали как «оппортунистическую», позволила республике укорениться.
Во время выборов 1893 года группа Союз Левых была преобразована в Группу проправительственных республиканцев, но в 1894 году из-за активизации католиков и дела Дрейфуса левое крыло гамбетистов раскололось и сформировало Прогрессивный союз. Вплоть до 1896 года они оставались открытой группой, включая несколько радикалами и членов республиканского правительства, но в 1898 году вернулись в оппозицию против прогрессистов Жюля Мелена.

### Демократический альянс и Республиканская федерация
После 1899 года и краха Большого республиканского круга умеренные раскололись на две политические партии, что было новшеством для правых, и им всё ещё было трудно навязать действительно однородные линии перед лицом всемогущества парламентских групп и выборных должностных лиц.
Левое крыло умеренных, выступавшее за союз с Радикально-социалистической партией и правительством Вальдека-Руссо, образовало Демократический республиканский альянс (ARD; 1901—1940). Правое крыло умеренных, противостоящее правительству Вальдека-Руссо, образовало Республиканскую федерацию (FR; 1903—1940).
ARD и FR являлись двумя основными правыми республиканскими партиями второй половины Третьей республики. Демократический республиканский альянс был ведущей правоцентристской силой, дав Франции несколько президентов Республики и председателей Совета министров. Республиканская федерация, поглотив католиков из Народно-либерального альянса, в 1930-х годах перешла на националистические позиции, когда её члены предпочитали термин «национальный» термину «умеренный».

### Независимые республиканцы при Четвёртой республике
Начало Четвёртой республики было трудным временем для умеренных, которых теперь называли независимыми республиканцами (фр. Républicains indépendants, RI). Действительно, они считались ответственными за провал Третьей республики, в поражении от нацистской Германии и преступлениях режима Виши, и поэтому привлекали очень мало избирателей. Всё же они со временем нашли своё место на политической сцене, создав три небольших политических формирования: Республиканская партия свободы во главе с Мишелем Клемансо, партия Независимых республиканцев с Рене Коти, а затем Валери Жискар д'Эстеном, и Партия крестьянского социального союза, родившаяся в 1945 году под руководством Поля Антье. Эти три партии объединились в 1951 году, чтобы сформировать политическую силу, представляющую умеренных и правых республиканцев, Национальный центр независимых и крестьян (CNIP).
CNIP являлся партией лидеров, а не партией масс, то есть её цель состояла не в том, чтобы привлечь как можно больше членов, а в том, чтобы иметь максимум представителей в Национальном собрании. Также CNIP называли партией знати, потому что во многих случаях мандаты передавались от отца к сыну. В партиях этого типа каждому предлагается следовать своей воле в отношении голосов: избирателям не предлагается голосовать за определённую группу.
CNIP представлял сельскую Францию. Большое значение партия придавала промышленности и торговли, поддерживала светское образование, в то время как идеологически близкое Народно-республиканское движение больше ратовало за частное образование.
Депутаты от CNIP и особенно её избиратели были очень близки к голлистам.
В 1952 году 12-м премьер-министром Четвёртой республики стал умеренный Антуан Пине.
В 1962 году независимые республиканцы вышли из CNIP и сформировали Национальную федерацию независимых республиканцев. Сильно ослабленный расколом и оппозицией переходу на всеобщие президентские выборы, CNIP потерпел крупное поражение на выборах 1962 года, получив всего 25 мест вместо 132 на предыдущих выборах. После этого CNIP объединился с Народно-республиканским движением, чтобы сформировать партию Демократический центр, которая в 1976 году слилась с Центром социальных демократов (CDS). В 1978 году независимые республиканцы и CDS объединились в Союз за французскую демократию.

## Электоральная история

### Президентские выборы[англ.]
| Год  | Кандидат           | Итог      | 1-й тур | 1-й тур | 2-й тур | 2-й тур |
| Год  | Кандидат           | Итог      | Голоса  | %       | Голоса  | %       |
| ---- | ------------------ | --------- | ------- | ------- | ------- | ------- |
| 1873 | Жюль Греви         | Поражение | 1       | 0,3 %   |         |         |
| 1879 | Жюль Греви         | Победа    | 563     | 84,0 %  |         |         |
| 1885 | Жюль Греви         | Победа    | 457     | 79,4 %  |         |         |
| 1887 | Сади Карно         | Победа    | 303     | 35,7 %  | 616     | 75,0 %  |
| 1894 | Жан Казимир-Перье  | Победа    | 451     | 53,4 %  |         |         |
| 1895 | Пьер Вальдек-Руссо | Поражение | 184     | 23,8 %  |         |         |
| 1899 | Эмиль Лубе         | Победа    | 483     | 59,5 %  |         |         |

### Парламентские выборы
| Выборы в Палату депутатов III Республики |                   |       |           |        |            |       |
| Год                                      | Лидер             | Место | Голоса    | %      | Мандаты    | +/-   |
| 1871                                     | Жюль Греви        | 3-е   | н/д       | 17,5 % | 112 из 638 | Новая |
| 1876                                     | Жюль-Арман Дюфор  | 1-е   | 2 674 540 | 36,2 % | 193 из 533 | ▲ 81  |
| 1877                                     | Жюль-Арман Дюфор  | 1-е   | 4 860 481 | 60,0 % | 313 из 521 | ▲ 120 |
| 1881                                     | Жюль Ферри        | 2-е   | 2 226 247 | 31,0 % | 168 из 545 | ▼ 145 |
| 1885                                     | Жюль Ферри        | 1-е   | 2 711 890 | 34,2 % | 200 из 584 | ▲ 32  |
| 1889                                     | Жан Казимир-Перье | 1-е   | 2 974 565 | 37,4 % | 216 из 578 | ▲ 16  |
| 1893                                     | Жан Казимир-Перье | 1-е   | 3 608 722 | 48,6 % | 279 из 574 | ▲ 63  |
| 1898                                     | Жюль Мелен        | 1-е   | 3 518 057 | 43,4 % | 254 из 585 | ▼ 25  |

1. ↑  Как коалиция левых республиканцев и Республиканского союза
2. ↑  Как Демократический союз
3. ↑  Как Прогрессисты

## Известные деятели
- Луи Барту
- Лоран Бонве[фр.]
- Рене Коти
- Жюль Ферри
- Леон Гамбетта
- Жозеф Ланьель
- Антуан Пине
- Раймон Пуанкаре
- Поль Рейно
- Анри Валлон
- Рене Вальдек-Руссо
- Пьер Вальдек-Руссо
- Жюль-Арман Дюфор
- Жюль Греви
- Жан Казимир-Перье
- Мишель Клемансо[фр.]
- Поль Антье[фр.]
- Валери Жискар д'Эстен